# Liste des évêques de Ripatransone
Cet article contient la liste des évêques qui se sont succédé sur le siège de Ripatransone érigé en 1571. En 1924, l'évêque de Montalto, est également nommé évêque de Ripatransone, unissant les deux diocèses in persona episcopi avec siège à Ripatransone. En 1983, l'évêché de Ripatransone est transféré à San Benedetto del Tronto, le diocèse prenant le nom officiel de Ripatransone-San Benedetto del Tronto. En même temps, le diocèse de Montalto et celui de Ripatransone-San Benedetto del Tronto sont unis aeque principaliter sous le nom de diocèse de Montalto et Ripatransone-San Benedetto del Tronto. En 1986, la pleine union des deux diocèses est établie et le nouveau district ecclésiastique prend le nom actuel de diocèse de San Benedetto del Tronto-Ripatransone-Montalto.

## Évêques de Ripatransone
- Lucio Sassi (1571-1575)
- Filippo Sega (1575-1578) nommé évêque de Plaisance.
- Nicolò Aragonio (1578-1579) nommé évêque d'Ascoli Piceno
- Troilo Boncompagni (1579-1582) nommé évêque de Foligno
- Gaspare Silingardi (1582-1591)
- Pompeo De Nobili (1591-1607)
- Sebastiano Poggi (1607-1620)
- Lorenzo Azzolini (1620-1632) évêque de Narni
  - Francesco Vitelli (1633-1634) administrateur apostolique
- Antonio Arrigoni, O.F.M.Obs (1634-1636)
- Niccolò Orsini (1636-1653)
- Ulisse Orsini (1654-1679)
- Giovan Giorgio Mainardi (1680-1693)
- Francesco Azzolini (1694-1694)
  - Giuseppe Bartocci † (1694-1695) administrateur apostolique
- Pietro Alessandro Procaccini (1695-1704) nommé évêque d'Avellino e Frigento
- Giosafatte Battistelli (1705-1717) nommé évêque de Foligno
- Gregorio Lauri (1717-1726) nommé évêque d'Ascoli Piceno
- Francesco Andrea Correa, Sch.P (1726-1738)
- Giacomo Costa, C.R (1739-1747) nommé évêque de Belluno
- Luca Niccolò Recco (1747-1765)
- Bartolomeo Bitozzi (1765-1779)
- Bartolomeo Bacher (1779-1813)
  - Siège vacant (1813-1816)
- Michelangelo Calmet (1816-1817)
- Ignazio Ranaldi, C.O (1818-1819) nommé archevêque d'Urbino
  - Ludovico Luigi Ugolini (1819-1824) administrateur apostolique, nommé évêque de Fossombrone
- Filippo Monacelli (1824-1828) nommé évêque de Pesaro
  - Luigi Maria Canestrari (1828-1830) administrateur apostolique
- Filippo Appignanesi (1830-1837)
  - Luigi Maria Canestrari (1837-1842) administrateur apostolique une nouvelle fois
- Martino Caliendi (1842-1845) nommé évêque de Montefeltro
- Giovanni Carlo Gentili (1845-1847) nommé évêque de Pesaro
- Camillo Bisleti (1847-1854) nommé évêque de Corneto et Civitavecchia
- Fedele Bufarini (1854-1860) nommé évêque de Comacchio
- Alessandro Paolo Spoglia (1860-1867) nommé évêque de Comacchio
  - Siège vacant (1867-1871)
- Francesco Alessandrini (1871-1881)
- Giuseppe Ceppetelli (1882-1890) nommé évêque auxiliaire de Rome
- Giacinto Nicolai (1890-1899)
- Raniero Sarnari (1900-1902) nommé évêque de Macerata e Tolentino
- Luigi Boschi (1902-1924)
- Luigi Ferri (1924-1946)
- Pietro Ossola (1946-1951)
- Vincenzo Radicioni (1951-1983)
- Giuseppe Chiaretti (1983-1986) nommé évêque de San Benedetto del Tronto-Ripatransone-Montalto

## Évêques de San Benedetto del Tronto-Ripatransone-Montalto
- Giuseppe Chiaretti (1986-1995) nommé archevêque de Pérouse-Città della Pieve
- Gervasio Gestori (1996-2013)
- Carlo Bresciani (2013-2024)
- Gianpiero Palmieri (2024- ), évêque-archevêque (archevêque ad personam), aussi évêque d'Ascoli Piceno (diocèses unis in persona episcopi)

## Sources
- http://www.catholic-hierarchy.org
- http://www.diocesisbt.it